# قصيبة هوائية

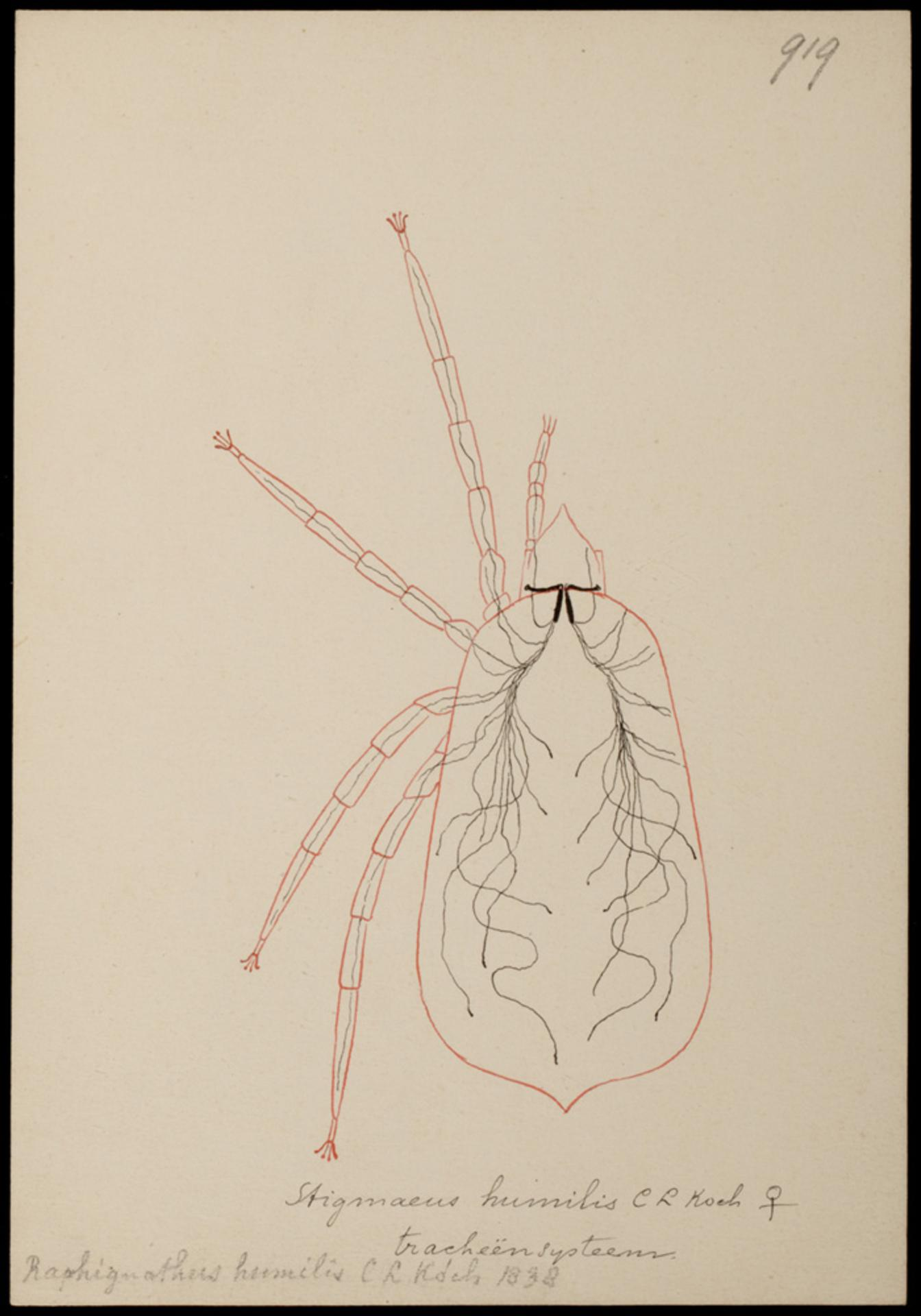
Tracheal system of the سوس Stigmaeus humilis (C. L. Koch). Anthonie Cornelis Oudemans, 1913.

القصيبة الهوائية أو مراشف شَعْريةٌ (Tracheole)، القصيبات الهوائية هي جزء من الجهاز التنفسي للحشرات أو العناكب،
والقصيبات الهوائية عبارة عن التفرعات النهائية الدقيقة للقصبات الهوائية
وتغيب فيها الطبقة الشمعية. وتعتبر القصيبات الهوائية هي المكان الرئيسي لنقل الأوكسجين.
يترواح قطر القصيبات الهوائية مابين 0.1-0.5 um وتتصل بشدة بالأنسجة حيث تتداخل
بين خلايا أنسجة الحشرة وأحيانا تنبعج داخل الخلايا التي تمهدها. يوجد عند فاعدة كل مجموعة
من القصيبات الهوائية المتداخلة بين خلايا أنسجة الجسم خلية نجميه الشكل تعرف Tracheole end cell
حيث تمتد بروتوبلازمها في صورة زوائد دقيقة تحيط بجدر القصيبات المنغمرة فيها.
وتحتوي نهايات القصيبات سائلًا قصبيًا Tracheal fluid.